# Adil Shah
Adil Shah Afshar, nato ʿAlī-qolī Khan, detto anche ʿAlī Shah (... – Mashad, 29 settembre 1749), è stato un sovrano persiano.
Fu nipote e successore di Nadir Shah e fu scià di Persia dal 1747 al 1748.

## Biografia

### I primi anni e l'inizio della carriera
Ali-qoli khan era figlio primogenito del fratello di Nadir, Ebrahim Khan, il quale era rimasto ucciso in una campagna militare combattendo per lo scià di Persia. Nadir lo nominò nel 1737 governatore di Mashad. In quello stesso anno egli sposò la principessa Ketevan, figlia del re Teimuraz II di Cachezia, alleato di Nadir. Nel 1740 sposò anche una delle figlie di Abu'l-Fayz, goverante della recentemente sottomessa Bokhara.

### La salita al trono
Dal 1743 al 1747, Ali-qoli khan comandò le truppe di Nadir contro gli yazidi del Kurdistan, i Karakalpaki e gli Uzbechi del Khwarazm e del Sistan. Egli a questo punto entrò in contrasto con lo zio per la decisione di quest'ultimo di creare un esercito di 100.000 tomani che Nadir sospettava fossero contro di lui. Nell'aprile del 1747, coi ribelli di Sistan, Ali-qoli khan occupò Herat ed indusse i Curdi a ribellarsi. Nadir, marciando contro gli insorti, fu assassinato da un gruppo dei suoi stessi ufficiali che offrirono quindi la corona ad ʿAli-Qoli.
Giunto a Mashad, Ali-Qoli inviò una forza di lealisti alla fortezza di Kalat, dove questi uccisero tutti gli aspiranti eredi al trono di Nadir ad eccezione del quattordicenne nipote Shāhrūkh. Il 6 luglio 1747, venne dichiarato scià col nome di ʿĀdel Shāh, "il re giusto". Inviò suo fratello Ibrahim Afshar quale governatore di Isfahan, mentre egli rimase a Mashad col suo impopolare favorito georgiano, Sohrab Khān. Sulla fine dell'anno, sconfisse i suoi alleati curdi che si erano rifiutati di rifornirlo del grano necessario per mantenere il suo esercito e molti dei suoi sostenitori vennero messi a morte per cospirazione. Marciò quindi contro il Mazandaran in un futile tentativo di piegare la tribù dei Qajar a sottomettersi. Il capo Qajar, Mohammad Hasan Khan venne ucciso e il suo figlio di sei anni appena, il futuro Muḥammad Khān Qājār, fu fatto evirare su ordine di ʿĀdil per impedire che divenisse un rivale.

## Detronizzazione e morte
Nel frattempo, Ibrahim Afshar, che aveva consolidato il possedimento dell'Iran occidentale, si ribellò contro suo fratello lo scià. Fece assassinare il favorito di Adil, Sohrab Khan, e nel giugno del 1748, marciò per unirsi alle forze di Amir Aslan Khan, il sardar dell'Azerbaigian contro Adil. Quest'ultimo, alla testa di un esercito numericamente superiore, avanzò da Gilan per impedire alle forze di riunirsi, ma la defezione di molti dei suoi comandanti lo precipitò nella sconfitta più completa. Adil fuggì a Tehran, ma il governatore locale lo consegnò ad Ibrahim, il quale lo fece accecare. Sei mesi più tardi, Ibrahim venne proclamato scià, ma il suo regno venne presto terminato per un colpo di stato condotto dal nipote di Nadir, Shahrukh, che ottenne il trono. Questi fece a sua volta accecare Ibrahim che poco dopo morì, mentre Adel venne inviato in catene a Mashad dove venne torturato a morte.